# Julius Bahnsen
Julius Friedrich August Bahnsen (30 de marzo de 1830 - 7 de diciembre de 1881) fue un filósofo alemán a quien se suele considerar el creador de la caracterología y un método dialéctico real de reflexión filosófica que estableció en sus dos volúmenes Beiträgen zur Charakterologie (Contribuciones a la caracterologia, 1867) y desarrolló con sus siguientes obras, entre otras su obra magna Der Widerspruch im Wissen und Wesen der Welt (La contradicción en el conocimiento y ser del mundo, 1880/82).

## Biografía
Nacido en Tondern (Tønder), Schleswig, en 1830 Bahnsen comenzó sus estudios de filosofía (bajo la dirección de Gregor Wilhelm Nitzsch) y  filología en Kiel. A partir de 1849 luchó como voluntario contra los daneses en la Primera Guerra de Schleswig (1848-1851) y huyó a Tübingen en el Reino de Württemberg tras el desarme del ejército de Schleswig-Holstein en 1850. Allí estudió filosofía y en 1853 se graduó con Friedrich Theodor Vischer con un tema relacionado con la estética. Siguieron varios empleos como profesor. En 1862, Bahnsen consiguió un empleo en un gymnasium en Lauenburg (Lębork), Pomerania, donde vivió hasta su muerte.

## Obra filosófica
Como discípulo de Schopenhauer, Bahnsen se atrevió a fusionar la dialéctica de Hegel (que Bahnsen, sin embargo, aceptaba sólo dentro del reino de lo abstracto) y el monismo de Schopenhauer. Aunque a este respecto la voluntad schopenhaueriana sin razón, y todo lo que abarca, todavía se acepta como la esencia del mundo y la única cosa real, no considera que la voluntad sea la misma en todos los individuos, sino tan múltiple como ellos.
Este elemento caracterológico de las enseñanzas de Bahnsen, sobre el que se basaron las obras de filósofos como Ludwig Klages, se establece en las Contribuciones a la caracterología (1867), así como en las disquisiciones Sobre la relación entre voluntad y motivo (1870) y Mosaicos y siluetas (1877). Dado que la naturaleza de la irracionalidad consiste en la contradicción —particularmente la existencia contemporánea de múltiples direcciones de voluntad que se unen entre sí— se infiere que no sólo la realidad es una lucha continua de contrastes materiales (real-dialéctica), sino que también el interior de cada individuo es adicto al antagonismo insoluble de direcciones de voluntad opuestas (colisiones de voluntad) niega una redención de las innumerables unidades de voluntad ("Willenshenaden", como él mismo lo expresa) y postula la permanencia de la existencia de la contradicción como naturaleza básica del mundo, por lo que la ley de este mundo se convierte en un trágico orden.
El lado dialéctico real de sus enseñanzas Bahnsen lo estableció en el artículo Sobre la filosofía de la historia (1871), su obra central La contradicción en el conocimiento y el ser del mundo (1880/82), y su publicación de aniversario en el jubileo de la ciudad Tübingen Lo trágico como ley mundial y el humor como forma estética de lo metafísico (1877).

### Filosofía
Al comienzo de su incursión en la filosofía, Julius Bahnsen desarrolló interés en el hegelianismo, que aún era popular en la Alemania de principios del siglo XIX. Bahnsen encontró insatisfactorios el panlogismo y el racionalismo radical en las enseñanzas de Hegel. Opinaba que había un marcado desajuste entre la manifiesta irracionalidad del mundo y las teorías, racionalizaciones y explicaciones ingenuas de diversos filósofos. La existencia misma parecía dura, confusa y francamente contradictoria. Partiendo de estas premisas, Bahnsen encontró atractiva la idea hegeliana de la dialéctica, la que explicaba la arraigada oposición del mundo consigo mismo en un ciclo de conflicto perpetuo (como había observado Heráclito en sus fragmentos siglos antes). Sin embargo, Bahnsen creía que el postulado de Heráclito de un logos subyacente y la idea de Hegel del espíritu racional los habían engañado y habían contaminado la formulación de la dialéctica de Hegel con progresismo e historicismo. Como respuesta a este "malentendido", Bahnsen desarrolló su propia idea de la Realdialektik, en la cual no había noción de síntesis entre dos fuerzas opuestas. La oposición resulta sólo en la negación y la consiguiente destrucción de los aspectos contradictorios. Para Bahnsen, no se encontraba la racionalidad en el ser y, por lo tanto, no había un poder teleológico que condujera al progreso al final de cada conflicto.
El sistema filosófico de Bahnsen solo estaba dando, sin embargo, sus primeros pasos. Aceptó una forma "modificada" de la dialéctica de Hegel, pero al eliminar la entidad conductora metafísica, quedaba un vacío por llenar en su visión del mundo. Esto condujo al descubrimiento accidental de Bahnsen del El mundo como voluntad y representación de Arthur Schopenhauer. Después de examinar cuidadosamente esta obra y discutirla personalmente con el filósofo de Frankfurt, Bahnsen se percató de que la noción metafísica de una voluntad irracional que subyace a toda la creación era justo lo que necesitaba en su propio sistema. Después de varios años de estudiar las obras de Schopenhauer, Bahnsen se volvió muy competente y conocedor de la "filosofía de la voluntad". Fue considerado como uno de los filósofos más capaces de la Schopenhauer Schule, rivalizado solo con el albacea literario personal de Schopenhauer: Julius Frauenstädt. Sin embargo, a medida que su propio sistema maduró, comenzó a desviarse de las enseñanzas de Schopenhauer de manera considerable.
Bahnsen siempre había albergado un interés en la psicología, específicamente en el método de examen de los caracteres y temperamentos individuales. Veía a cada persona como única y, como resultado de esta visión, no podía aceptar por completo la preferencia de Schopenhauer por el monismo (la idea de que cada persona y cada cosa es simplemente un modus de una entidad metafísica singular). Al igual que el pesimista alemán Philipp Mainländer, Bahnsen se inclinó hacia el pluralismo ontológico y afirmó que no existe una voluntad unificada, sino solo voluntades individuales, con sus propios anhelos, objetivos y deseos específicos. Sin embargo, estas voluntades individuales ("Willhenaden" ) sufren de deseos contradictorios debido a su naturaleza irracional. Este es el resultado de la combinación de Bahnsen de la metafísica voluntarista de Schopenhauer y sus propias ideas de la Realdialektik. Una diferencia crucial entre la visión del mundo de Schopenhauer, que ofrece la salvación para algunos a través del silenciamiento de la voluntad del intelecto liberado, y la de Bahnsen es que, en el sistema filosófico de Bahnsen, no hay salvación. Para Bahnsen, sin la voluntad el intelecto es impotente. No puede "querer" la nada, porque una voluntad a la nada sigue siendo una forma de querer, y querer no querer es una contradicción. Sin embargo, no es imposible que el intelecto tenga tales ideas ya que, según Bahnsen, todas las ideas engendradas por el intelecto son contradictorias, ya que los deseos de la voluntad son irracionales y están eternamente en conflicto consigo mismos. Esta cosmovisión extremadamente pesimista, que no ofrece escapatoria al sujeto, diferencia a Bahnsen no sólo de Schopenhauer, sino también del resto de sus contemporáneos pesimistas (Frauenstädt, Mainländer, Hartmann). Podría decirse que sus ideas son más inquietantes que la noción de voluntad de morir de Mainländer, pero extrañamente similares a la idea del eterno retorno de Friedrich Nietszche.

### Correspondencia con Hartmann
Bahnsen desarrolló una estrecha amistad con el también filósofo Karl Robert Eduard von Hartmann, hasta que finalmente tuvieron una controversia y se convirtieron en rivales filosóficos. Esto no es sorprendente, ya que ambos pensadores tenían principios e influencias filosóficas similares, pero diferían crucialmente en su interpretación de ellas. Hartmann colocó la idea de Schopenhauer de una voluntad siempre deseosa dentro de la psique inconsciente del sujeto, mientras aceptaba el racionalismo y el historicismo subyacentes de Hegel. Hartmann tenía afinidad por el monismo panteísta y afirmó que la voluntad y el espíritu racional eran, en última instancia, lo mismo. En contraste, Bahnsen rechazó el racionalismo de Hegel y aceptó su dialéctica en forma negativa, mientras la integraba con una versión pluralizada de la metafísica de la voluntad de Schopenhauer. Esta es una demostración bastante irónica de la idea de Bahnsen de la existencia como contradicción, ya que el interés de Bahnsen y Hartmann por ambos filósofos los unió y los llevó a un conflicto en su amistad.
Hartmann criticó el pluralismo de Bahnsen y afirmó que el punto común entre todos los "testamentos individuales" es un testamento singular. Mientras que Bahnsen criticó a Hartmann, alegando que su "racionalismo hegeliano" corrompió las enseñanzas de la voluntad esencialmente sin propósito de Schopenhauer. El espíritu de Hegel no podía combinarse con la voluntad de Schopenhauer, afirmó Bahnsen, porque este Geist es teleológico y siempre ha tenido un objetivo final. La voluntad no tiene objetivos, para eso requeriría racionalidad, y Schopenhauer tenía claro que el intelecto era solo un esclavo accidental de la voluntad, y no una característica esencial de ella. Hartmann se defendió afirmando que la voluntad misma era irracional y precisamente por eso necesitaba del espíritu para dirigirla hacia una meta. De lo contrario, la creación no podría haber ocurrido. Las representaciones que observamos son los únicos fines de la voluntad y estas representaciones son evidentemente racionales. Bahnsen respondió que el sentimiento es el objetivo no representativo de la voluntad y que no todos los objetivos de la voluntad son racionales. Este debate no pudo resolverse, ya que Hartmann consideraba el sentimiento como una representación inconsciente, mientras que Bahnsen no podía decidirse a aceptar la realidad indemostrable de esta llamada "representación inconsciente".
Fuera de ello, Bahnsen no estuvo de acuerdo con Hartmann en puntos fundamentales. Si la voluntad y las ideas (racionales) son diferentes (como afirmó Hartmann), ¿cómo influyen las ideas en la voluntad si no tienen voluntad propia? Hartmann afirmaría que son "diferentes, pero unificados", manteniéndose fiel a su monismo. Sin embargo, esto parecería una contradicción para Bahnsen y consolidaría aún más el poder de las propias convicciones y conclusiones derivadas de su Realdialektik. En cuanto a Hartmann, no aceptó las teorías de Bahnsen y le diagnosticó una melancolía psicópata y una incapacidad filosófica para distinguir "conflicto" de "contradicción".

### Teoría de la tragedia
La teoría de la tragedia de Bahnsen deriva directa y naturalmente de las ideas contradictorias de su Realdialektik. En su época, las aclamadas teorías de la tragedia fueron las de Schiller y Hegel. Para ellos, la elección moral correcta en las circunstancias de un héroe trágico es siempre clara y extremadamente dolorosa, precisamente por estas circunstancias. es decir, por clara que sea esta elección, siempre es difícil tomarla. Hegel afirma que siempre debemos elegir el bien de la colectividad, sin importar cuán difícil sea para el individuo en particular. Bahnsen no estuvo de acuerdo con tal noción. Para él, una elección clara nunca es obvia; ni siquiera hay una elección clara. En la tragedia, el héroe debe elegir entre sus deberes y/o sus valores. Elija lo que elija, pecará y será castigado por no elegir lo otro (castigado por la ley o por la culpa). A partir de esta observación, Bahnsen concluyó que la tragedia expone precisamente esta contradicción interna que es inherente al mundo. En su obra de 2016 Weltschmerz: Pessimism in German Philosophy, 1860-1900, el profesor estadounidense de filosofía Frederick C. Beiser expresa la teoría de la tragedia de Bahnsen de la siguiente manera:
El corazón mismo de la tragedia, para Bahnsen, consiste en dos hechos fundamentales: primero, que el individuo tiene que elegir entre deberes en conflicto o valores inconmensurables; y segundo, que él o ella serán castigados, o tendrán que sufrir, porque obedecen un deber o honran un valor a expensas de otro.... Debido a que los deberes y los valores entran en conflicto, y debido a que el héroe o la heroína trágicos deben actuar de acuerdo con algún deber o valor en una situación particular, él o ella no tiene más remedio que pecar; deben violar otro deber o despreciar otro valor básico; y por esa infracción o transgresión deben ser castigados. La esencia de una tragedia, entonces, es que debemos hacer lo correcto o actuar para el bien, pero que también seremos castigados por ello porque no podemos evitar violar otros deberes y bienes. Incluso con las mejores intenciones y la conciencia más escrupulosa, terminamos haciendo algo malo y equivocado, por lo que debemos pagar.
Es por ello que Bahnsen afirma que, en última instancia, la razón no puede ayudarnos en nuestras vidas y que nuestras elecciones deben ser dictadas por el sentimiento. Unos años antes de que Nietzsche desarrollara su perspectivismo y Kierkegaard escribiera que todas las elecciones conducen al dolor y al arrepentimiento, Bahnsen ya había previsto estas conclusiones. Se quejó de que un misionero cristiano típico afirmaría que uno debería simplemente "hacer lo correcto y ser recompensado", pero que no hay nada "correcto". Cada elección moral tiene consecuencias y todas ellas tienen tanto ventajas como desventajas. Ante una existencia tan fatal, Bahnsen ve el humor como algo casi sagrado. Solo él nos da la capacidad de reírnos de la tragedia del ser y evitar las garras de la depresión.

### Realismo trascendental
Al final de su vida, Bahnsen completó su proyecto filosófico. A pesar de las ediciones constantes y ligeros cambios en los detalles, se mantuvieron tres premisas principales a lo largo de su filosofía:
1) La contradicción existe en el corazón de la realidad, y no es un mero atributo de nuestros pensamientos sobre la realidad.
2) La contradicción no se resuelve en la síntesis
3) La fuente de la contradicción es la voluntad
Aparte de rechazar el progresismo de Hegel y reinterpretar la voluntad singular de Schopenhauer, Bahnsen también negó todas las formas de idealismo. Para él, las ideas del idealismo son inherentemente solipsistas y no toman en consideración la realidad única de las voluntades individuales de otras personas. Por esta razón, y por otros aspectos más técnicos, Bahnsen coincidió con otros pesimistas como Julius Frauenstädt, Philipp Mainländer y Karl Robert Eduard von Hartmann en que el realismo trascendental es superior al idealismo trascendental.

### Interpretación del pesimismo
Al final de su vida, Bahnsen escribió un artículo sobre el pesimismo, intentando distinguir su propio pesimismo del de sus contemporáneos. Según este artículo, Bahnsen encontró que su posición se oponía al optimismo idealista y al cinismo despreciativo. Afirmó que el pesimista conserva su "corazón idealista", pero utiliza el "cálculo frío de la cabeza" para llegar a un término medio. Por lo tanto, el pesimista se da cuenta de que aliviar el sufrimiento de todos (incluso de uno) es casi imposible, pero el dolor causado por esta imposibilidad fortalece la búsqueda incansable del pesimista por este objetivo, en lugar de desmoralizarlo. Debido a que siente el "Weltschmerz" del ser, la empatía y la compasión lo alimentan aún más.
Bahnsen criticó el pesimismo "hedonista", la posición de que los dolores del mundo superan en número a sus placeres en calidad y cantidad. Reafirmó sus convicciones sobre el individualismo y afirmó que tal cálculo era imposible de hacer, ya que mediría a cada individuo de manera diferente. Hay otras razones para ser pesimista sobre el mundo, afirmó: darse cuenta de que todos los objetivos e ideales morales son inútiles y, sin embargo, perseguirlos, sabiendo muy bien que no hay salida ni salvación, eso es verdadero pesimismo.